# 普魯士戰爭部

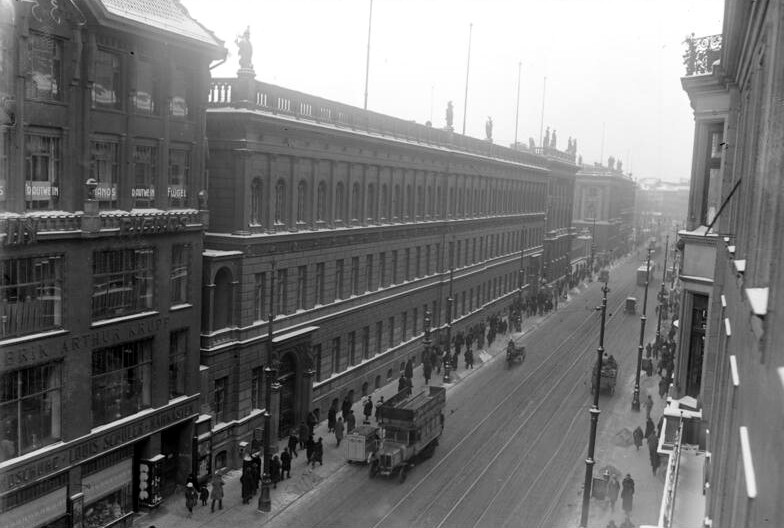
位於柏林萊比錫大街的戰爭部大樓

普魯士戰爭部（德語：Preußisches Kriegsministerium）於1808年至1809年間逐步建立，災難性的《蒂爾西特條約》簽訂後，普魯士勵志改革，成立了的軍事重組委員會並發起的一系列改革。戰爭部將幫助普魯士陸軍接受憲法審查，並與總參謀部一起將戰爭行為系統化。格哈德·馮·沙恩霍斯特是改革者中最著名和最有影響力的人，大約從1808年到1810年擔任代理戰爭部長（他同時也是總參謀長）。
普魯士戰爭部成立於1808年12月25日，取代了舊的軍事機構。該部由兩個部門組成，第一個部門負責軍隊的指揮，第二個部門負責財務管理。起初，由於腓特烈·威廉三世的反對，沒有任命戰爭部長。格哈德·馮·沙恩霍斯特擔任第一部門的負責人，格拉夫·洛圖姆擔任第二部門的負責人。
第一個部門又由三個處組成。第一處代表了舊的副官制度（這些副官要求師級以上）的的延續，也被稱為“秘密軍事內閣”。它反過來控制了一般的戰爭大臣。戰爭部第二處處理一般軍隊事務：部隊編隊、替換和更替、住房、軍事演習和動員。第三處管轄砲兵和工程師。這又包括砲兵科，負責處理火砲裝備、步槍生產、軍械生產、火藥廠等，同時負責維護堡壘的工程部門。
第二個部門軍事經濟司，下設四個處。第一處負責薪水，第二處負責餐飲，第三處負責制服，第四處負責傷殘者撫卹。
1919年第一次世界大戰後，它被魏瑪共和國的帝國國防部所取代。

## 历任战争部长
†: 死于任上
| 任次 | 肖像                                      | 人物                                                    | 就职             | 离职             | 任职时间  |
| ---- | ----------------------------------------- | ------------------------------------------------------- | ---------------- | ---------------- | --------- |
| 1    | 格哈德·冯·沙恩霍斯特                      | 格哈德·冯·沙恩霍斯特 （1755–1813）                      | 1808年3月1日     | 1810年6月17日    | 2年108天  |
| 2    | 卡爾·格奧爾格·阿爾布雷希特·恩斯特·馮·哈克 | 卡爾·格奧爾格·阿爾布雷希特·恩斯特·馮·哈克 （1768–1835） | 1810年6月17日    | 1813年8月        | 3年       |
| 3    | 赫爾曼·馮·博延                            | 赫爾曼·馮·博延 （1771–1848）                            | 3 June 1813      | 26 December 1819 | 6年206天  |
| 4    | 卡爾·格奧爾格·阿爾布雷希特·恩斯特·馮·哈克 | 卡爾·格奧爾格·阿爾布雷希特·恩斯特·馮·哈克 （1768–1835） | 26 December 1819 | 20 October 1833  | 13年298天 |
| 5    | 约布·冯·维茨莱本                          | 约布·冯·维茨莱本 （1783–1837）                          | 25 April 1835    | April 1837       | 2 years   |
| 6    | 古斯塔夫·馮·勞赫                          | 古斯塔夫·馮·勞赫 （1774–1841）                          | 30 July 1837     | 28 February 1841 | 3年213天  |
| 7    | 赫爾曼·馮·博延                            | 赫爾曼·馮·博延 （1771–1848）                            | 1 March 1841     | 6 October 1847   | 6年219天  |
| 8    | 費迪南德·馮·洛爾                          | 費迪南德·馮·洛爾 （1782–1851）                          | 6 October 1847   | 2 April 1848     | 179天     |
| 9    | 卡爾·馮·雷赫                              | 卡爾·馮·雷赫 （1786–1857）                              | 2 April 1848     | 26 April 1848    | 24天      |
| 10   | 奧古斯特·威廉·馮·卡尼茨男爵               | 奧古斯特·威廉·馮·卡尼茨男爵 （1783–1852）               | 26 April 1848    | 16 June 1848     | 51天      |
| 11   | 路德維希·羅斯·馮·施雷肯斯坦               | 路德維希·羅斯·馮·施雷肯斯坦 （1789–1858）               | 16 June 1848     | 7 September 1848 | 83天      |
| 12   | 恩斯特·馮·普富爾                          | 恩斯特·馮·普富爾 （1779–1866）                          | 7 September 1848 | 2 November 1848  | 56天      |
| 13   | 卡爾·馮·斯特羅塔                          | 卡爾·馮·斯特羅塔 （1786–1870）                          | 2 November 1848  | 27 February 1850 | 1年117天  |
| 14   | 奧古斯特·馮·斯托克豪森                    | 奧古斯特·馮·斯托克豪森 （1791–1861）                    | 27 February 1850 | 31 December 1851 | 1年307天  |
| 15   | 愛德華·馮·博寧                            | 愛德華·馮·博寧 （1793–1865）                            | 31 December 1851 | 1854             | 3 years   |
| 16   | 弗里德里希·馮·瓦爾德西男爵                | 弗里德里希·馮·瓦爾德西男爵 （1795–1864）                | 1854             | 6 November 1858  | 4 years   |
| 17   | 愛德華·馮·博寧                            | 愛德華·馮·博寧 （1793–1865）                            | 6 November 1858  | 28 November 1859 | 1年22天   |
| 18   | 阿爾布雷希特·馮·羅恩                      | 阿爾布雷希特·馮·羅恩 （1803–1879）                      | 5 December 1859  | 9 November 1873  | 13年339天 |
| 19   | 格奥尔格·冯·卡梅克                        | 格奥尔格·冯·卡梅克 （1817–1893）                        | 9 November 1873  | 3 March 1883     | 9年114天  |
| 20   | 保羅·布朗薩·馮·謝倫多夫                   | 保羅·布朗薩·馮·謝倫多夫 （1832–1891）                   | 3 March 1883     | 8 April 1889     | 6年36天   |
| 21   | 朱利乌斯·冯Verdy du Vernois               | 朱利乌斯·冯Verdy du Vernois （1832–1910）               | 8 April 1889     | 4 October 1890   | 1年179天  |
| 22   | 漢斯·馮·卡爾滕伯恩-斯塔豪                 | 漢斯·馮·卡爾滕伯恩-斯塔豪 （1836–1898）                 | 4 October 1890   | 19 October 1893  | 3年15天   |
| 23   | 瓦爾特·布朗薩特·馮·謝倫道夫               | 瓦爾特·布朗薩特·馮·謝倫道夫 （1833–1914）               | 1893年10月19日   | 1896年8月14日    | 2年300天  |
| 24   | 海因里希·馮·高斯勒                        | 海因里希·馮·高斯勒 （1841–1927）                        | 14 August 1896   | 15 August 1903   | 7年1天    |
| 25   | 卡爾·馮·艾內姆                            | 卡爾·馮·艾內姆 （1853–1934）                            | 1903年8月15日    | 1909年8月11日    | 5年361天  |
| 26   | 喬西亞斯·馮·赫林根                        | 喬西亞斯·馮·赫林根 （1850–1926）                        | 1909年8月17日    | 1913年6月7日     | 3年300天  |
| 27   | 埃里希·冯·法金汉                          | 埃里希·冯·法金汉 （1861–1922）                          | 1913年6月7日     | 1915年1月21日    | 1年228天  |
| 28   | 阿道夫·維爾德·馮·霍亨伯恩                 | 阿道夫·維爾德·馮·霍亨伯恩 （1860–1925）                 | 1915年1月21日    | 1916年10月29日   | 1年282天  |
| 29   | 赫爾曼·馮·斯坦因                          | 赫爾曼·馮·斯坦因 （1854–1927）                          | 1916年10月29日   | 1918年10月9日    | 1年345天  |
| 30   | 海因里希·舍赫                             | 海因里希·舍赫 （1864–1946）                             | 1918年10月9日    | 1919年1月2日     | 85天      |
| 31   | 瓦爾特·萊因哈特                           | 瓦爾特·萊因哈特 （1872–1930）                           | 1919年1月2日     | 1919年9月13日    | 254天     |